# Regierung Whitlam II
Die Regierung Whitlam II regierte Australien vom 19. Dezember 1972 bis zum 12. Juni 1974. Es handelte sich um eine Regierung gestellt von der Labor Party.
Die Regierung McMahon, eine Koalition von Liberal Party (LP) und der Country Party (CP) unter Premierminister William McMahon, verlor die Wahl zum Repräsentantenhaus am 2. Dezember 1972. Die oppositionelle Labor Party erhielt mit 67 von 125 Sitzen im Repräsentantenhaus eine absolute Mehrheit. Bis zur Entscheidung über die Ministerliste durch die Parlamentsfraktion der Laborparty bildeten Parteichef Gough Whitlam und der stellvertretende Fraktionsvorsitzende Lance Barnard vom 5. bis 19. Dezember eine Übergangsregierung. Bei der Parlamentswahl Parlamentswahl vom 18. Mai 1974 verlor Labor einen Sitz im Repräsentantenhaus, behielt aber mit 66 von 127 Sitzen die absolute Mehrheit. Im Senat gewann Labor 3 Mandate, hatte mit 29 von 60 keine Mehrheit. Auch die Folgeregierung wurde von Labor unter Premierminister Whitlam gestellt.

## Ministerliste
| Amt                                                        | Minister        | Amtszeit                              | Bild |  |
| ---------------------------------------------------------- | --------------- | ------------------------------------- | ---- |  |
| Premierminister                                            | Gough Whitlam   | 19. Dezember 1972 – 12. Juni 1974     |      |  |
| Stellvertretender Premierminister                          | Lance Barnard   | 19. Dezember 1972 – 12. Juni 1974     |      |  |
| Verteidigungsminister                                      | Lance Barnard   | 19. Dezember 1972 – 12. Juni 1974     |      |  |
| Marineminister                                             | Lance Barnard   | 19. Dezember 1972 – 30. November 1973 |      |  |
| Armeeminister                                              | Lance Barnard   | 19. Dezember 1972 – 30. November 1973 |      |  |
| Minister für die Luftwaffe                                 | Lance Barnard   | 19. Dezember 1972 – 30. November 1973 |      |  |
| Minister für Versorgung                                    | Lance Barnard   | 19. Dezember 1972 – 9. Oktober 1973   |      |  |
| Minister für Versorgung                                    | Kep Enderby     | 9. Oktober 1973 – 12. Juni 1974       |      |  |
| Außenminister                                              | Gough Whitlam   | 19. Februar 1972 – 6. November 1973   |      |  |
| Außenminister                                              | Don Willesee    | 6. November 1973 – 12. Juni 1974      |      |  |
| Minister für Überseehandel                                 | Jim Cairns      | 19. Februar 1972 – 12. Juni 1974      |      |  |
| Minister für das produzierende Gewerbe                     | Jim Cairns      | 19. Dezember 1972 – 9. Oktober 1973   |      |  |
| Minister für das produzierende Gewerbe                     | Kep Enderby     | 9. Oktober 1973 – 12. Juni 1974       |      |  |
| Sozialminister                                             | Bill Hayden     | 19. Dezember 1972 – 12. Juni 1974     |      |  |
| Schatzminister                                             | Frank Crean     | 19. Dezember 1972 – 12. Juni 1974     |      |  |
| Generalstaatsanwalt                                        | Lionel Murphy   | 19. Dezember 1972 – 12. Juni 1974     |      |  |
| Minister für Zölle und Verbrauchssteuern                   | Lionel Murphy   | 19. Dezember 1972 – 12. Juni 1974     |      |  |
| Special Minister of State                                  | Don Willesee    | 19. Dezember 1972 – 30. November 1973 |      |  |
| Special Minister of State                                  | Lionel Bowen    | 30. November 1973 – 12. Juni 1974     |      |  |
| Vizepräsident des Executive Council                        | Don Willesee    | 19. Dezember 1972 – 30. November 1973 |      |  |
| Vizepräsident des Executive Council                        | Frank Stewart   | 30. November 1973 – 12. Juni 1974     |      |  |
| Minister für die Medien                                    | Doug McClelland | 19. Dezember 1972 – 12. Juni 1974     |      |  |
| Minister für die Entwicklung des Nordens                   | Rex Patterson   | 19. Dezember 1972 – 12. Juni 1974     |      |  |
| Minister für Repatriierung                                 | Reg Bishop      | 19. Dezember 1972 – 12. Juni 1974     |      |  |
| Minister für Dienstleistungen und Grundbesitz              | Fred Daly       | 19. Dezember 1972 – 12. Juni 1974     |      |  |
| Arbeitsminister                                            | Clyde Cameron   | 19. Dezember 1972 – 12. Juni 1974     |      |  |
| Minister für ländliche und regionale Entwicklung           | Tom Uren        | 19. Dezember 1972 – 12. Juni 1974     |      |  |
| Verkehrsminister                                           | Charles Jones   | 19. Dezember 1972 – 12. Juni 1974     |      |  |
| Minister für Luftfahrt                                     | Charles Jones   | 19. Dezember 1972 – 30. November 1973 |      |  |
| Bildungsminister                                           | Kim Beazley     | 19. Dezember 1972 – 12. Juni 1974     |      |  |
| Minister für Tourismus und Erholung                        | Frank Stewart   | 19. Dezember 1972 – 12. Juni 1974     |      |  |
| Bauminister                                                | Jim Cavanagh    | 19. Dezember 1972 – 9. Oktober 1973   |      |  |
| Bauminister                                                | Les Johnson     | 9. Oktober 1973 – 30. November 1973   |      |  |
| Minister für die Grundstoffindustrie                       | Ken Wriedt      | 19. Dezember 1972 – 12. Juni 1974     |      |  |
| Minister für Aborigines                                    | Gordon Bryant   | 19. Dezember 1972 – 9. Oktober 1973   |      |  |
| Minister für Aborigines                                    | Jim Cavanagh    | 9. Oktober 1973 – 12. Juni 1974       |      |  |
| Minister für Rohstoffe und Energie                         | Rex Connor      | 19. Dezember 1972 – 12. Juni 1974     |      |  |
| Minister für Einwanderung                                  | Al Grassby      | 19. Dezember 1972 – 12. Juni 1974     |      |  |
| Minister für Wohnraum                                      | Les Johnson     | 19. Dezember 1972 – 30. November 1973 |      |  |
| Minister für Wohnraum und Wohnungsbau                      | Les Johnson     | 30. November 1973 – 12. Juni 1974     |      |  |
| Minister für das Hauptstadtterritorium                     | Kep Enderby     | 9. Oktober 1973 – 9. Oktober 1973     |      |  |
| Minister für das Hauptstadtterritorium                     | Gordon Bryant   | 9. Oktober 1973 – 12. Juni 1974       |      |  |
| Minister für das Northern Territory                        | Kep Enderby     | 9. Oktober 1973 – 19. Oktober 1973    |      |  |
| Minister für das Northern Territory                        | Rex Patterson   | 19. Oktober 1973 – 12. Juni 1974      |      |  |
| Generalpostmeister                                         | Lionel Bowen    | 19. Dezember 1972 – 12. Juni 1974     |      |  |
| Gesundheitsminister                                        | Doug Everingham | 19. Dezember 1972 – 12. Juni 1974     |      |  |
| Minister für Umwelt und Naturschutz                        | Moss Cass       | 19. Dezember 1972 – 12. Juni 1974     |      |  |
| Wissenschaftsminister                                      | Bill Morrison   | 19. Dezember 1972 – 12. Juni 1974     |      |  |
| Minister für Außenterritorien                              | Bill Morrison   | 19. Dezember 1972 – 30. November 1973 |      |  |
|                                                            |                 |                                       |      |  |
| Assistant Minister zur Unterstützung des Premierministers  | Don Willesee    | 19. Dezember 1972 – 30. November 1973 |      |  |
| Assistant Minister zur Unterstützung des Premierministers  | Lionel Bowen    | 30. November 1973 – 12. Juni 1974     |      |  |
| Assistant Minister für Verteidigung                        | Reg Bishop      | 19. Dezember 1972 – 12. Juni 1974     |      |  |
| Assistant Minister im Außenministerium                     | Don Willesee    | 19. Dezember 1972 – 6. November 1973  |      |  |
| Assistant Minister im Außenministerium für Papua-Neuguinea | Bill Morrison   | 30. November 1973 – 12. Juni 1974     |      |  |
| Assistant Minister im Schatzministerium                    | Frank Stewart   | 15. Februar 1973 – 12. Juni 1974      |      |  |